# Rotor (attractie)

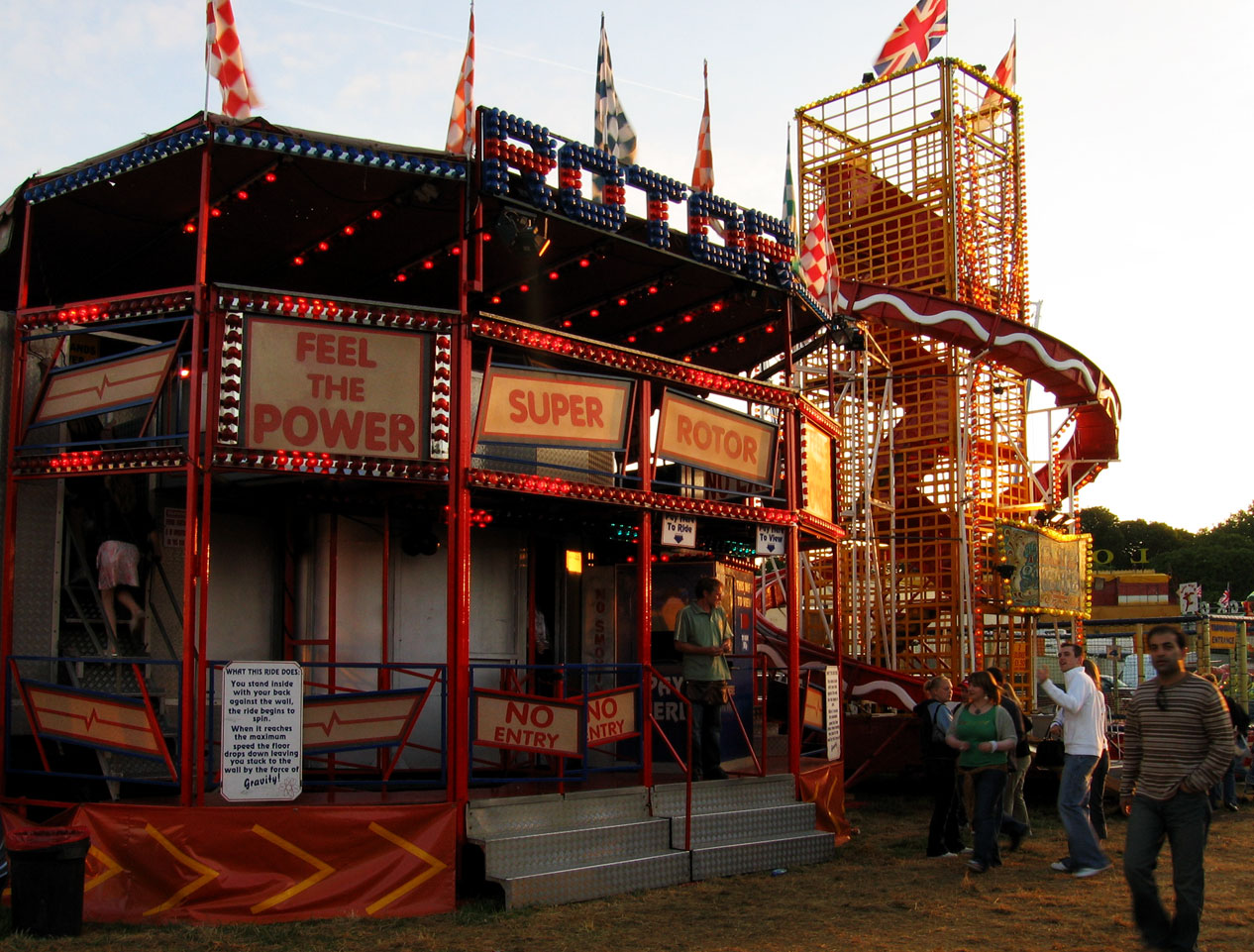
De ingang van een rotor op de kermis

De Rotor is een attractietype die gelijkenissen vertoont met de Gravitron. De Rotor is een grote rechtopstaande centrifuge, draaiend om een verticale as. Hij wordt bediend door iemand die van bovenaf in de machine kijkt. Ook toeschouwers, die daarvoor soms meer betalen dan de deelnemers, kunnen daar plaatsnemen.
De deelnemers bevinden zich in de centrifuge en gaan met hun rug tegen de wand staan. De Rotor wordt daarna in beweging gebracht en maakt 30 omwentelingen per minuut. De deelnemers hebben het gevoel dat ze op hun rug liggen.
De bodem van de centrifuge kan omlaag worden bewogen. Dat wordt gedaan terwijl de snelheid van de Rotor nog laag is. Laat men dan de bodem dalen, dan blijven de deelnemers tegen de wand kleven door de middelpuntvliedende kracht.
Optioneel kunnen deelnemers op hun rug op de bodem gaan liggen met de benen omhoog tegen de wand. Daarna laat men de Rotor draaien. Op volle snelheid laat men de bodem zakken zodat de deelnemers ondersteboven tegen de muur blijven kleven. 

## Ontstaan
De Rotor is ontworpen door de Duitser Ernst Hoffmeister, eind jaren veertig. Hij introduceerde de attractie in 1949 op het Oktoberfest. Vervolgens deed de Rotor verschillende festivals in Europa aan, in de jaren vijftig en zestig. In deze jaren genoot de Rotor grote populariteit bij het amusementspubliek. Deze nam sterk af toen in 1983 de Gravitron werd geïntroduceerd. De Gravitron was de opvolger van de Rotor.

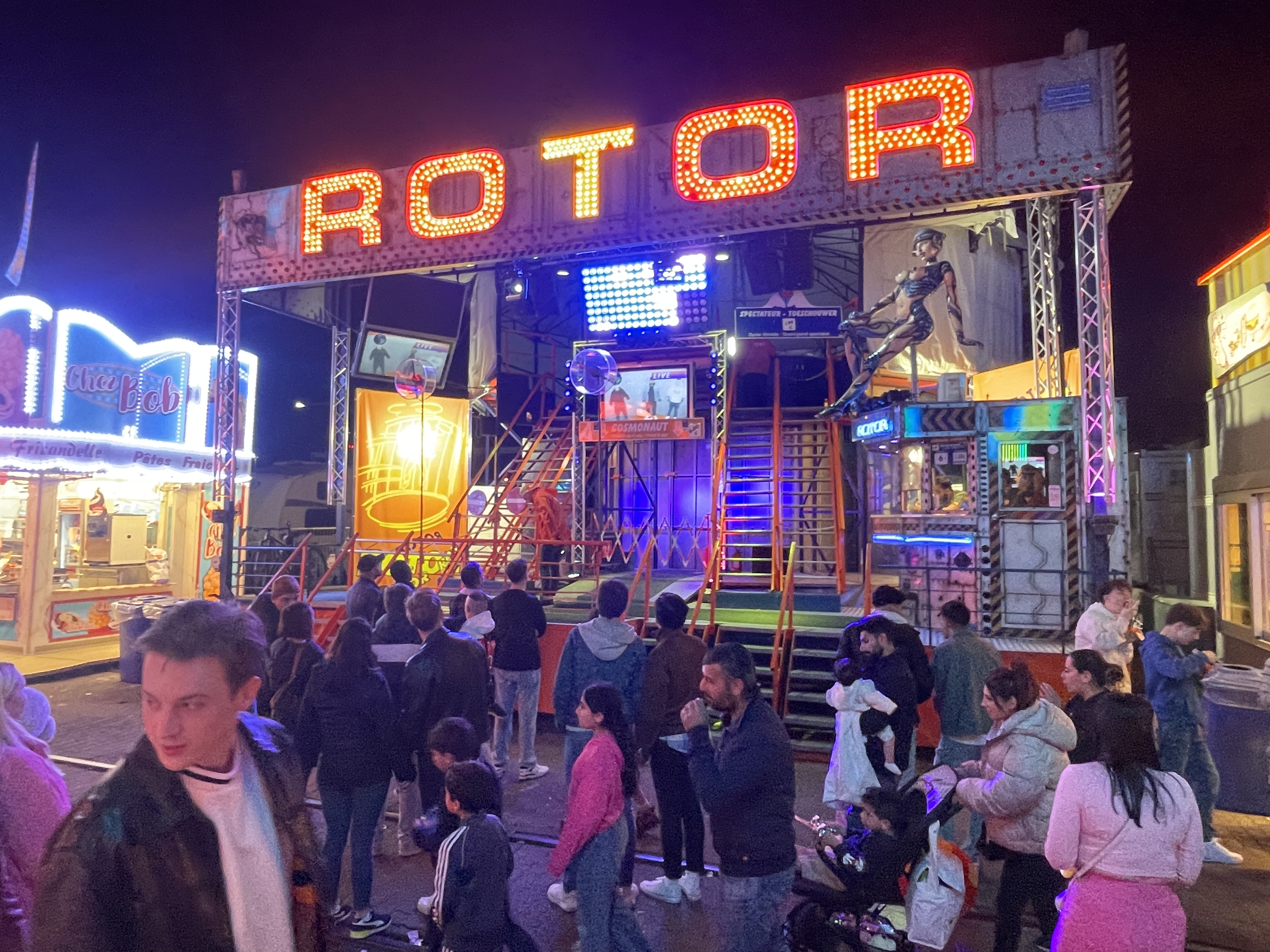
De enige nog reizende Rotor in België, van Van Vugt - Onderwater sinds 1969 en na enkel restylen nog steeds op enkele grote kermissen in België te bewonderen zoals Antwerpen, Brussel en Luik.

## Vindplaats
De Rotor komt momenteel niet vaak meer voor. In de meeste pretparken staat hij niet (meer), of is hij vervangen door de iets spectaculairdere Gravitron. De Rotor heeft voornamelijk op kermissen en festivals gestaan, maar ook hier is hij steeds minder te vinden. Variaties komen wel vaker voor, zoals de Round-up. Hierbij wordt de hele centrifuge ook nog eens door een mechanische arm omhoog getild, zodat de hele bak schuin komt te staan.

## Soortgelijke attracties
- De Disk'O
- De Gravitron
- De Round-up